# Ligny-sur-Canche
Ligny-sur-Canche é uma comuna francesa na região administrativa de Altos da França, no departamento de Pas-de-Calais. Estende-se por uma área de 7,17 km². Em 2010 a comuna tinha 198 habitantes (densidade: 27,6 hab./km²).